# Marco Frank (Basketballspieler)
Marco Frank (* 30. April 2003 in München) ist ein deutscher Basketballspieler.

## Werdegang
Frank durchlief die Nachwuchsabteilung des FC Bayern München. In der Saison 2021/22 spielte er für die Internationale Basketballakademie München sowie in derselben Saison und in der Saison 2022/23 auch in der 1. Regionalliga für den MTSV Schwabing.
Teils gleichzeitig war er auch wieder für den FC Bayern München im Einsatz. Sein erstes Spiel in der zweiten Herrenmannschaft des FC Bayern in der 2. Bundesliga ProB bestritt Frank Anfang Oktober 2022. In der Bundesliga kam er im März 2025 zu seinem Einstand in den Münchener Farben. Im weiteren Verlauf der Saison 2024/25 wurde der FC Bayern deutscher Meister.

### Nationalmannschaft
In der Spielart 3x3 bestritt Frank Länderspiele für die deutsche Nationalmannschaft des Altersbereichs U23/U21 und wurde in der herkömmlichen Spielweise zu Sichtungsmaßnahmen für die U18-Nationalmannschaft eingeladen.